# BOR-A 550

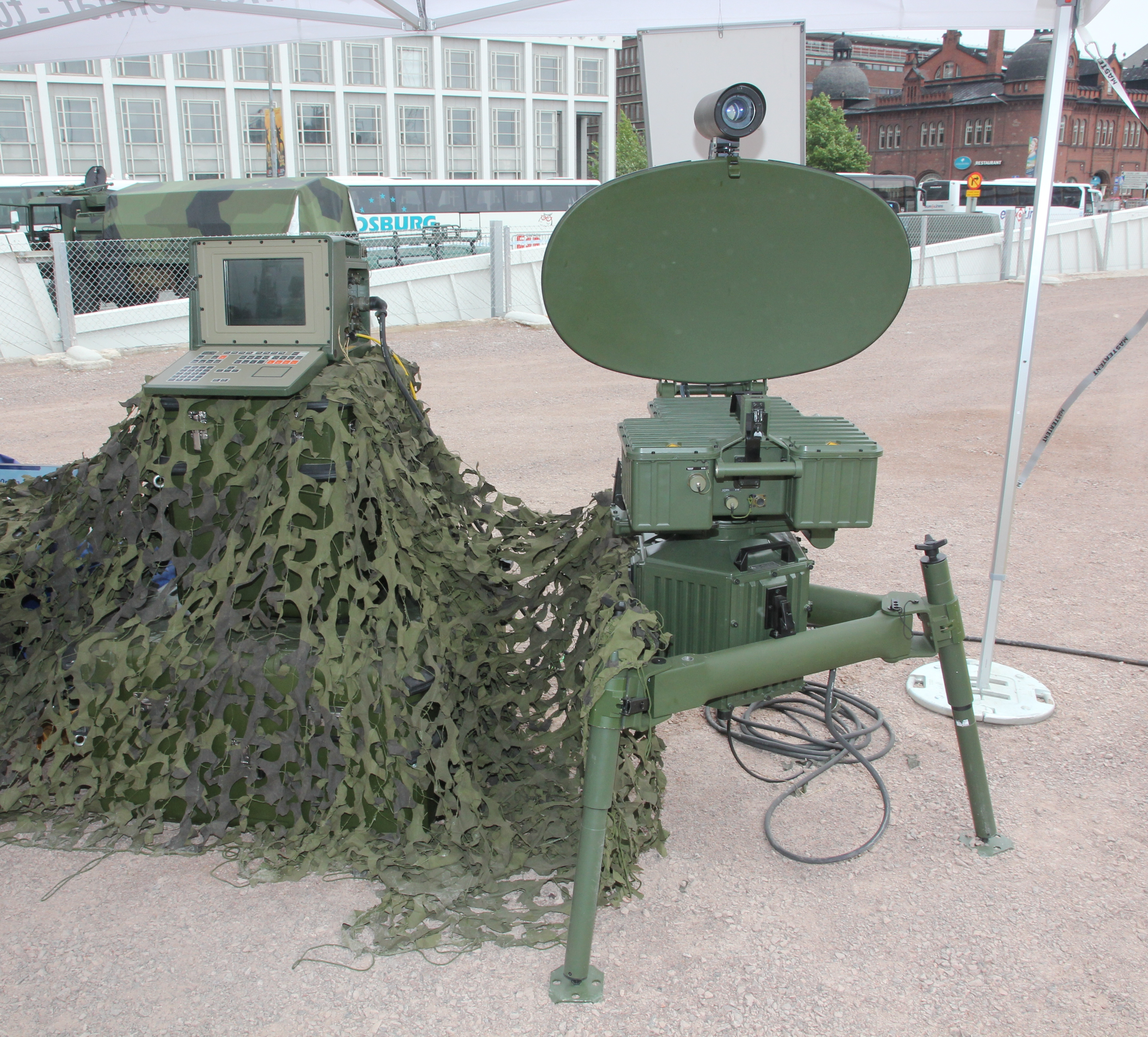
РЛС BOR-A 550

BOR-A 550 — наземная радиолокационная станция кругового обзора для обнаружения людей, наземных и надводных транспортных средств. Разработана Thales Group.

## Характеристики
РЛС BOR-A550 (А560) оборудована передатчиком мощностью 40 (80) Вт и работает в импульсно-допплеровском режиме.
В РЛС используется I-диапазон частот по классификации НАТО.
Она может выполняться в переносном варианте, а также устанавливаться на машинах рекогносцировки.
В РЛС отсутствует возможность определения угла места целей.
Скорость обзора пространства по азимуту составляет 8 град/с, предусмотрена возможность работы в секторном режиме. Разрешающая способность по дальности — не хуже 5 м.
Типовая дальность обнаружения малотоннажных судов ограничена 19–22 км, а отдельных пешеходов — 16–19 км.
Возможно обнаружение надувных резиновых лодок по отражениям сигналов от металлических частей их двигателей, а также воздушных целей.
Информация на дисплее BOR-A550 может интегрироваться с видеоданными от оптоэлектронного средства Thales Gatekeeper.

## Галерея

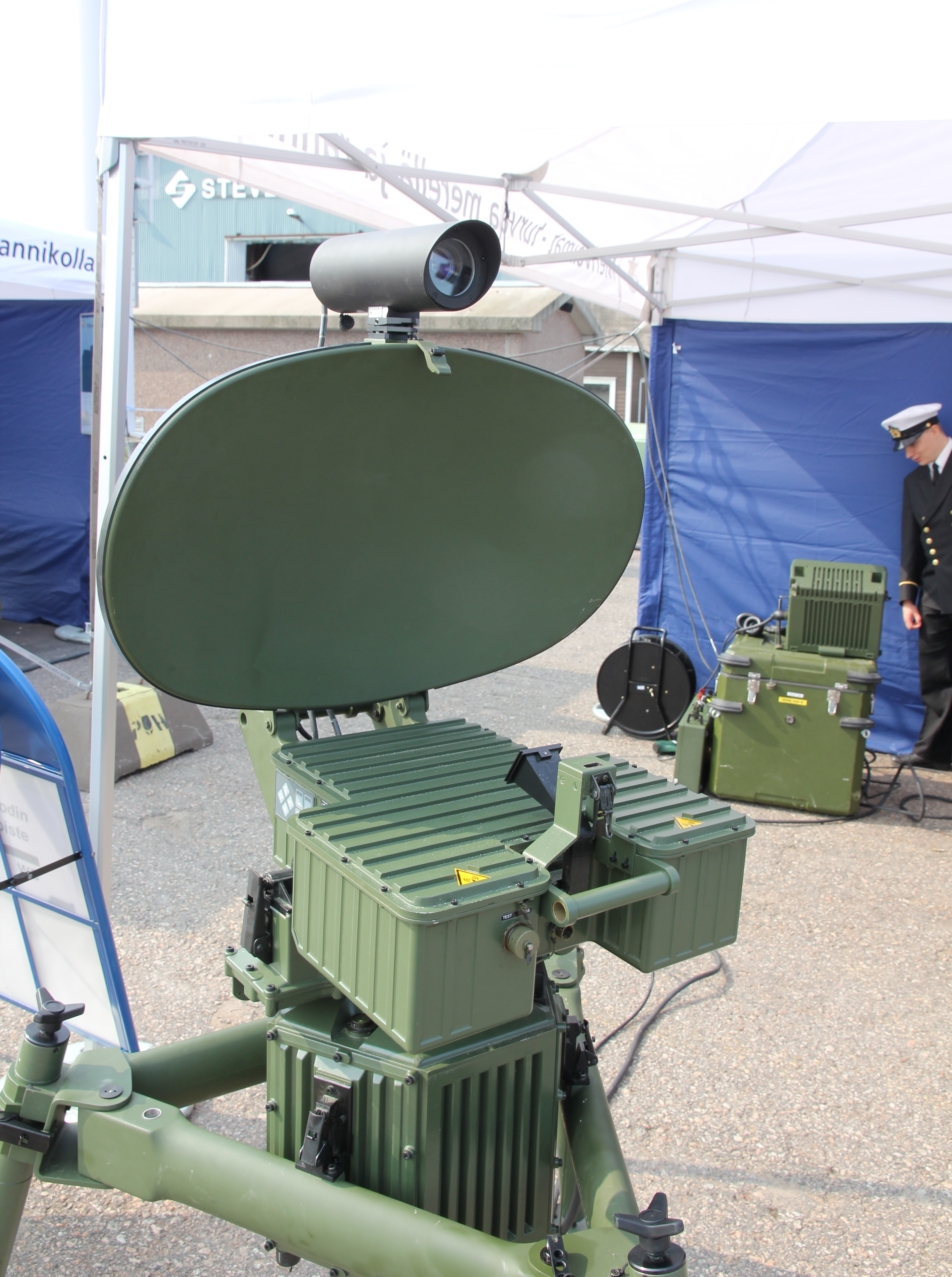
BOR-A550 в комплекте с Thales Gatekeeper
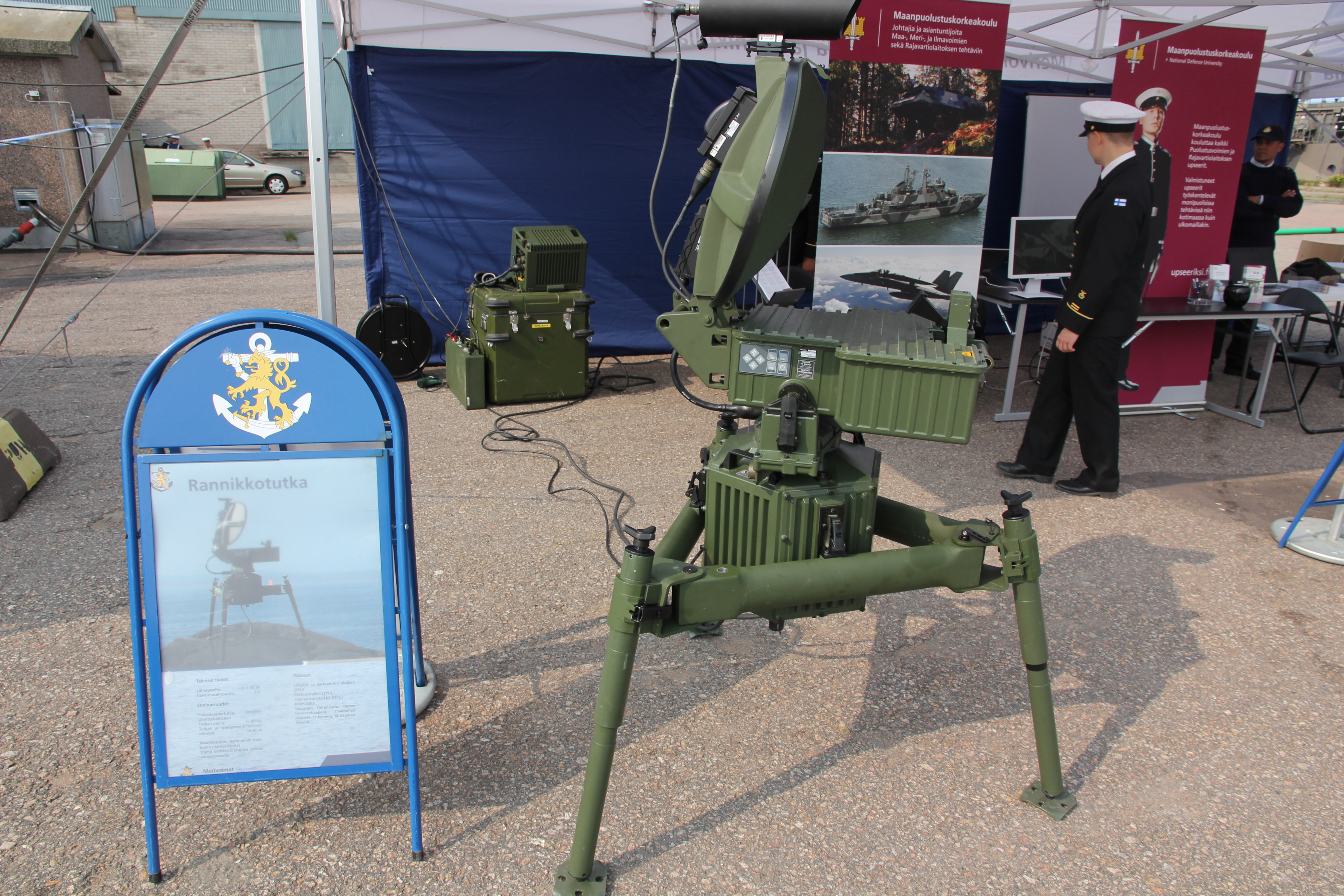
Переносной вариант РЛС BOR-A550
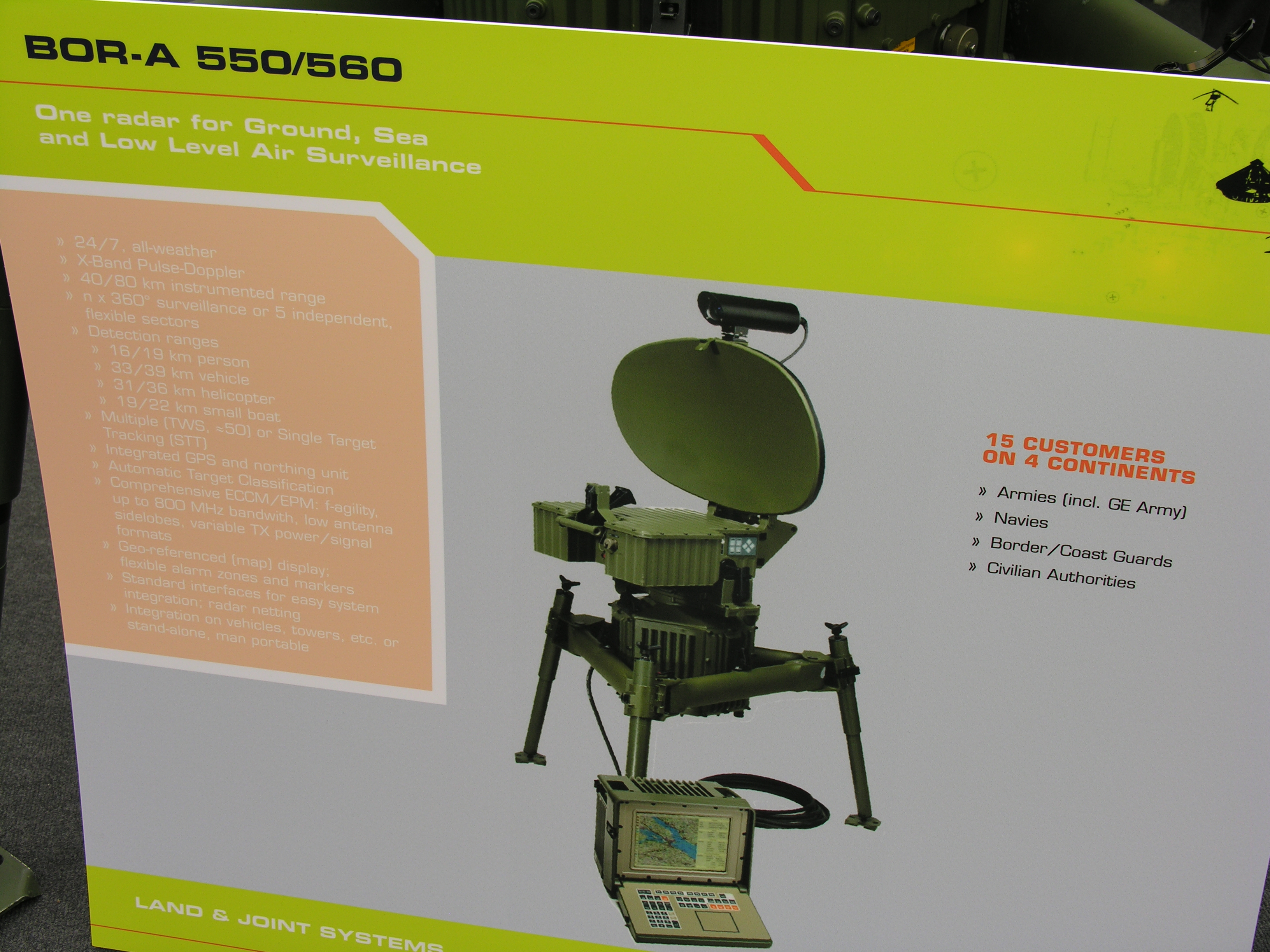
Стенд з описанием BOR-A 550 на выставке TechDemo'08
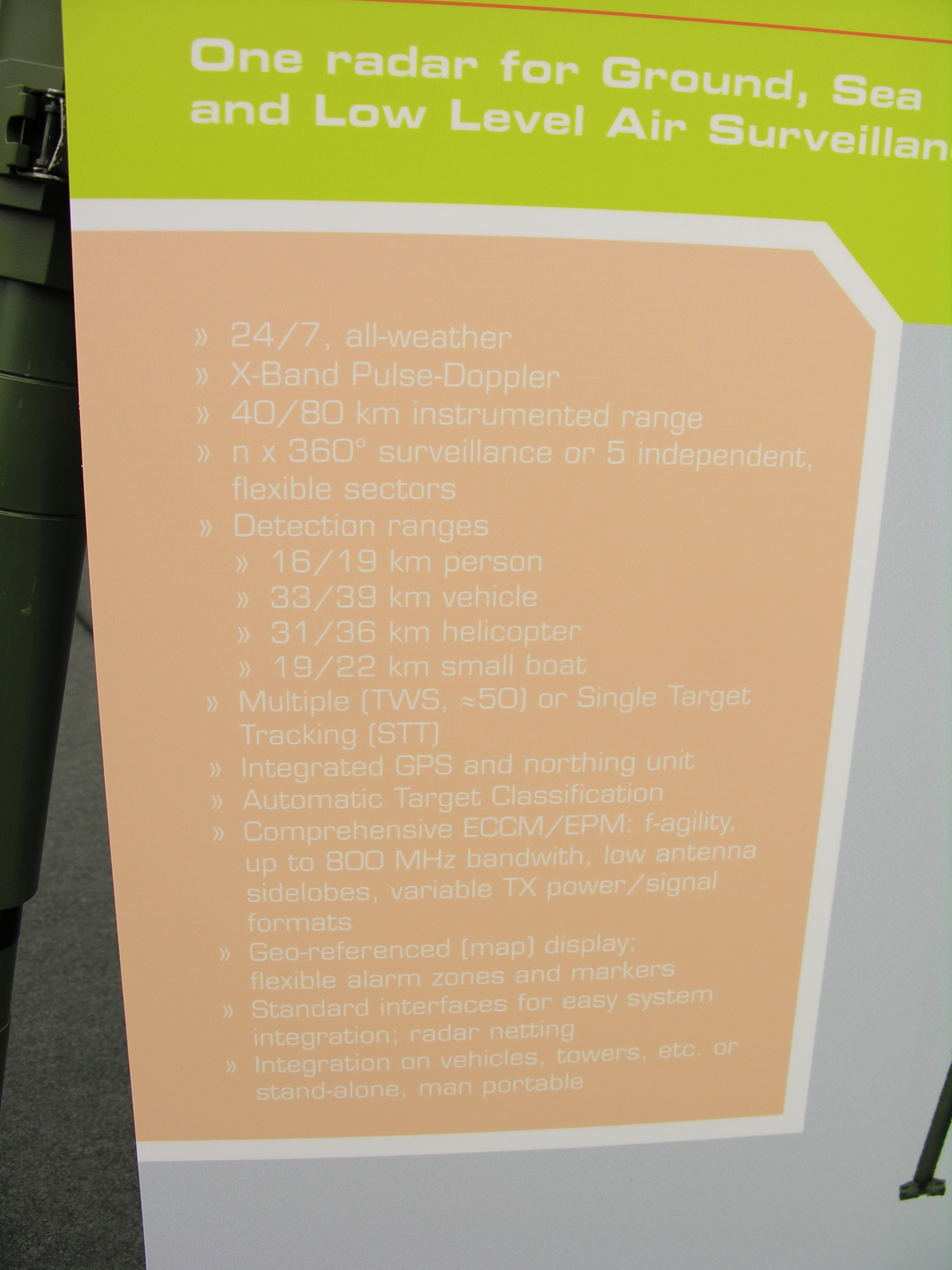
Характеристики BOR-A 550
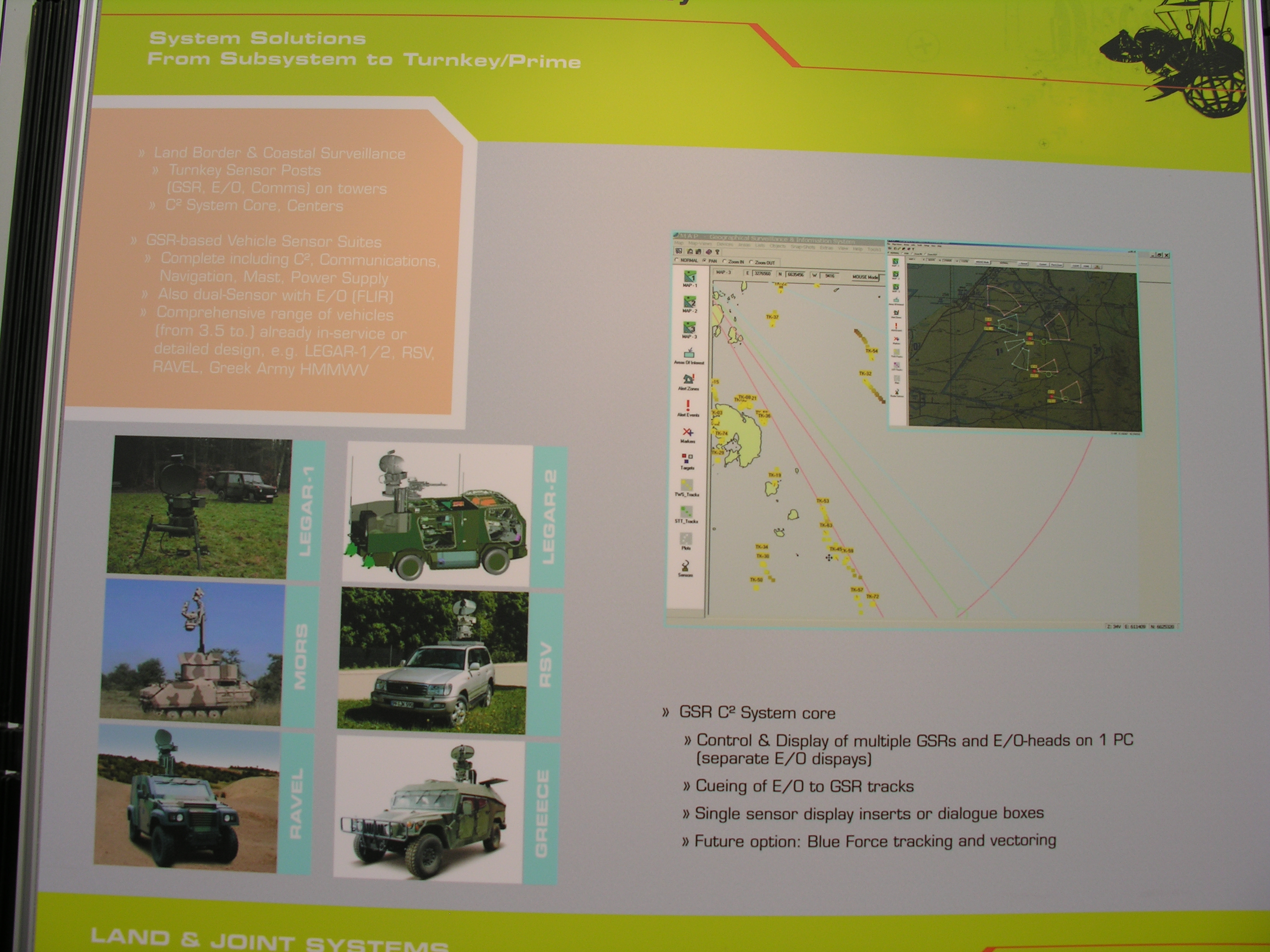
Концепция использования BOR-A 550 на машинах разведки
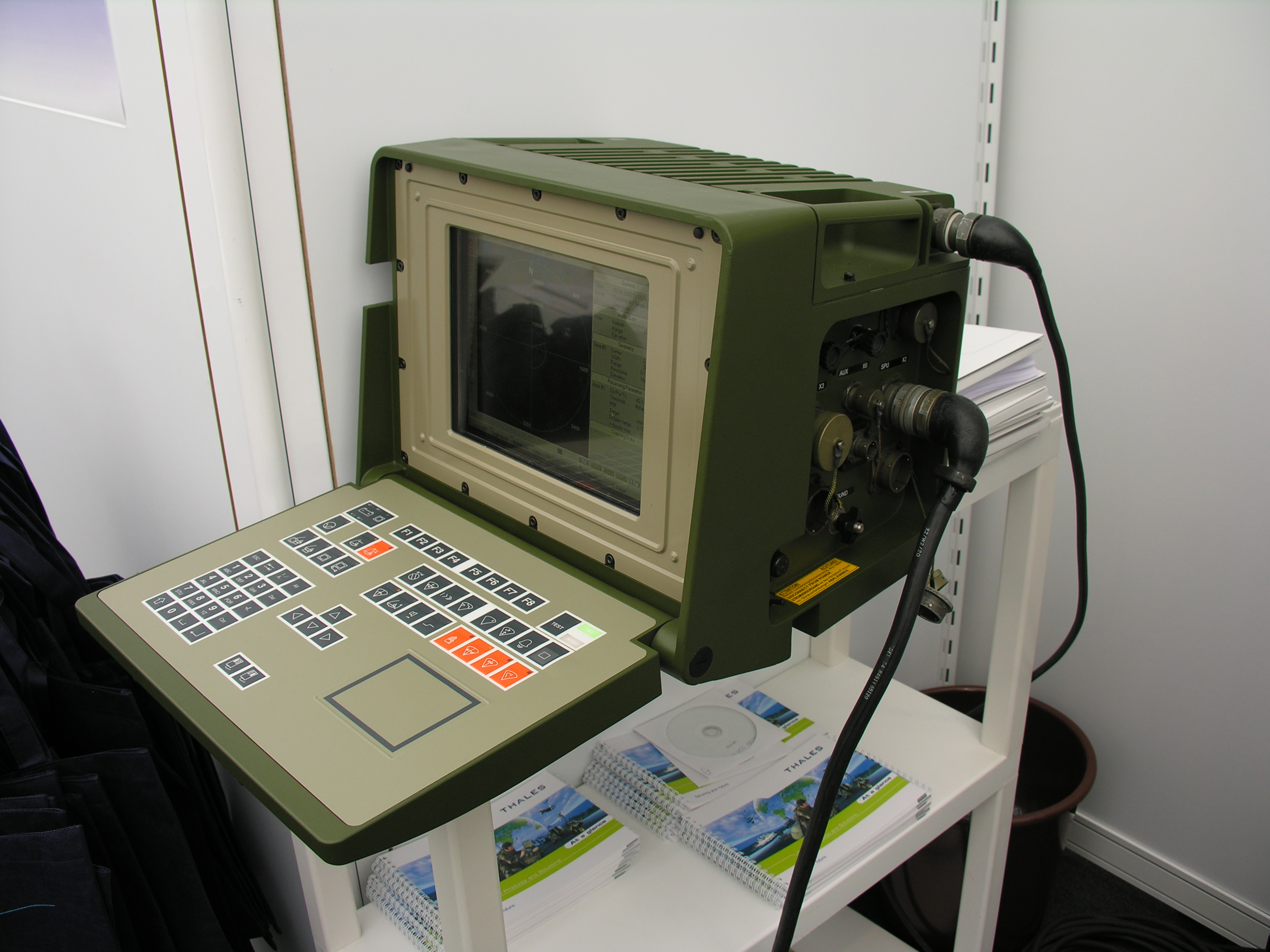
Модуль управления BOR-A 550